# Juncus acutus
El junc espinós (Juncus acutus) és una espècie botànica de planta de la família de les Juncaceae.
És una planta perenne de color verd fosc que forma mates d'1,5 a 2 m d'alçada. Les fulles i les tiges són cilíndriques i pungents, característica que li dona nom a l'espècie. La inflorescència està composta de flors brunes o rosàcies, diminutes. El fruit és una càpsula de forma trigonal o oval, de color bru rosat. El període de floració va de l'abril al juliol.
És una planta difosa per tota l'àrea Mediterrània, trobant-se també a Sud-àfrica, Califòrnia, i Amèrica del Sud. És molt comuna a Itàlia, on tria les zones humides de les regions costaneres. El seu hàbitat ideal és una zona humida d'alt índex de salinitat.